# Cá xiêm
Cá xiêm là tên gọi chung cho một số loài cá thuộc chi Betta gồm Betta splendens, Betta imbellis, Betta mahachaiensis, Betta smaragdina; chủ yếu là dùng để chỉ loài B. splendens. Chúng còn có tên khác là cá lia thia xiêm, cá chọi xiêm. Tên của chi này có nguồn gốc là từ ikan bettah (một ngôn ngữ địa phương của Malaysia). Cá xiêm là một trong số những loài cá cảnh (cá kiểng) nước ngọt phổ biến nhất thuộc họ Osphronemidae, bộ Perciformes.
Cá xiêm vốn là loài Betta thuần dưỡng lâu đời ở Thái Lan rồi sau đó lan ra khắp thế giới. Được biết có 4 loài Betta hoang dã ở Thái Lan, bán đảo Mã Lai và Campuchia với tên gọi theo tiếng địa phương lần lượt là pla-kad, ikan bettah và trey krem, có quan hệ huyết thống với cá Xiêm (tức Betta thuần dưỡng) là Betta splendens, Betta imbellis, Betta mahachaiensis và Betta smaragdina. Như vậy cá Xiêm là giống lai tạp (hybrid) (Bản thân tên tiếng Anh cũng nói lên nguồn gốc xuất xứ của nó: Siamese fighting fish - cá chọi Xiêm).
Cá xiêm trưởng thành dài khoảng 6 cm (có một số giống dài 8 cm). Gần đây người ta còn lai tạo được những giống cá xiêm khổng lồ (giant bettas) dài trên 8 cm.
Được biết đến như một loài cá cảnh có màu sắc sặc sỡ với bộ vây chảy dài tuyệt đẹp nhưng màu sắc tự nhiên cá xiêm hoang dã chỉ là màu xanh lá cây xỉn (dull green) và màu nâu, ngoài ra bộ vây của cá xiêm hoang dã tương đối ngắn.
Tuy nhiên do quá trình lai tạo chúng ngày càng có màu sắc sặc sỡ và bộ vây dài hơn. Ví dụ như những các giống cá xiêm: Veiltail, Delta, Superdelta, Halfmoon...

## Hô hấp
Giống như các loài thuộc họ Osphronemidae và tất cả thành viên của chi Betta, cá xiêm có một cơ quan phức tạp trên đầu cho phép chúng lấy oxy trực tiếp từ không khí, bổ sung cho nguồn oxy hấp thu bằng mang ở dưới nước. Nếu không tiếp xúc được với mặt nước, cá xiêm sẽ bị "chết đuối".

## Thức ăn
Cá xiêm là loài ăn thịt, cấu tạo miệng của chúng hếch lên trên là phù hợp cho việc kiếm ăn trên bề mặt.
Trong tự nhiên, cá xiêm chủ yếu ăn zooplankton (1 loài phiêu sinh), bọ gậy (loăng quăng) và một số ấu trùng của côn trùng khác. Nếu nguồn thức ăn dồi dào, cá xiêm sẽ sống lâu hơn, màu sắc sặc sỡ hơn, các vây bị rách sẽ liền nhanh chóng.
Người nuôi cá xiêm thường cho ăn thức ăn sống như giun đỏ, các viên thức ăn được trộn từ thịt tôm băm nhuyễn, thịt cá, tôm ngâm nước muối, giun đỏ, và vitamin

## Sinh sản
Cá xiêm giao phối theo một cách độc đáo được gọi là ép (hoặc quấn). Khi giao phối con đực quấn quanh con cái ép chặt lại, mỗi lần như vậy con cái sẽ sinh ra 10 đến 40 trứng, ngay lập tức con đực sẽ phóng tinh trùng của mình vào mỗi quả trứng.
Sau khi sinh hết trứng người nuôi cá nên vớt cá xiêm cái ra khỏi bể chứa, nếu không nó có thể sẽ ăn chỗ trứng vừa sinh ra.
Chỉ con đực mới có nhiệm vụ trông coi và chăm sóc trứng. Cá xiêm đực sẽ làm một cái ổ bằng bọt khí oxy, khi giao phối nó sẽ nhặt từng quả trứng con cái sinh ra và đặt vào ổ bọt khí của nó. Nếu có quả trứng nào bị rơi xuống nước vì bọt khí vỡ cá xiêm đực sẽ cẩn thận nhặt lại và cho vào một bọt khí mới.

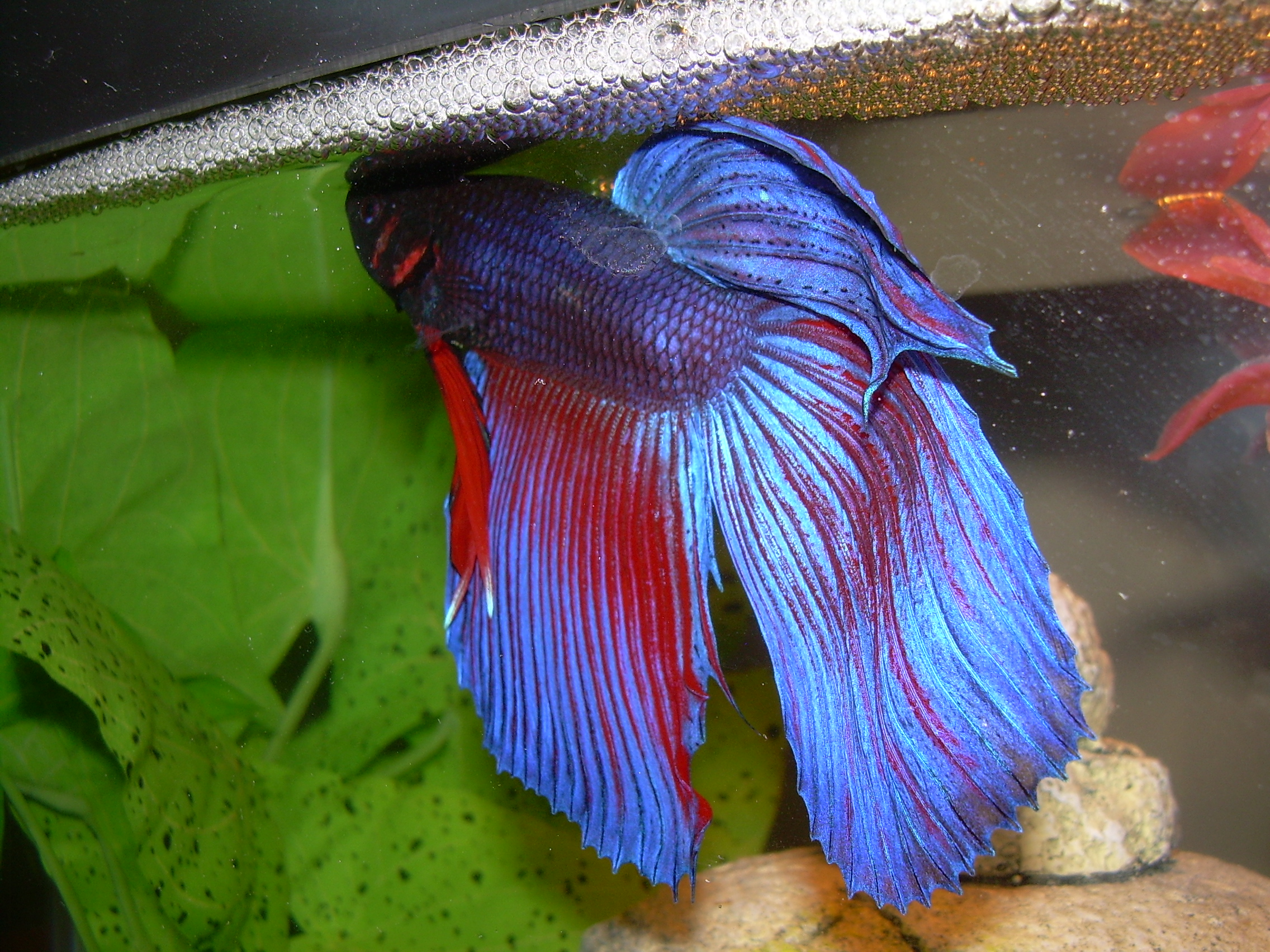
Cá xiêm đực với cái ổ bằng bọt khí của nó.
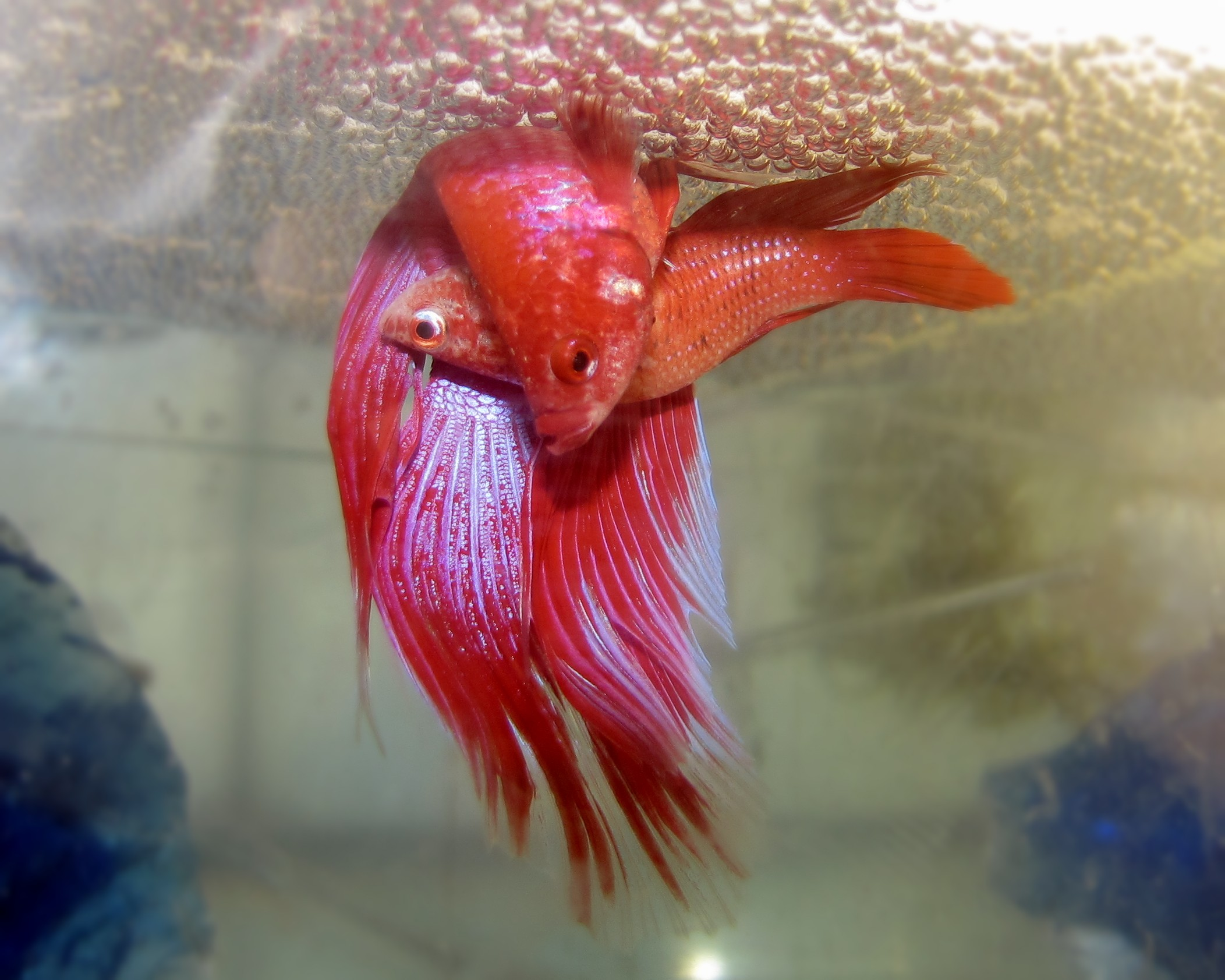
Cá xiêm đực đang ép cá cái.
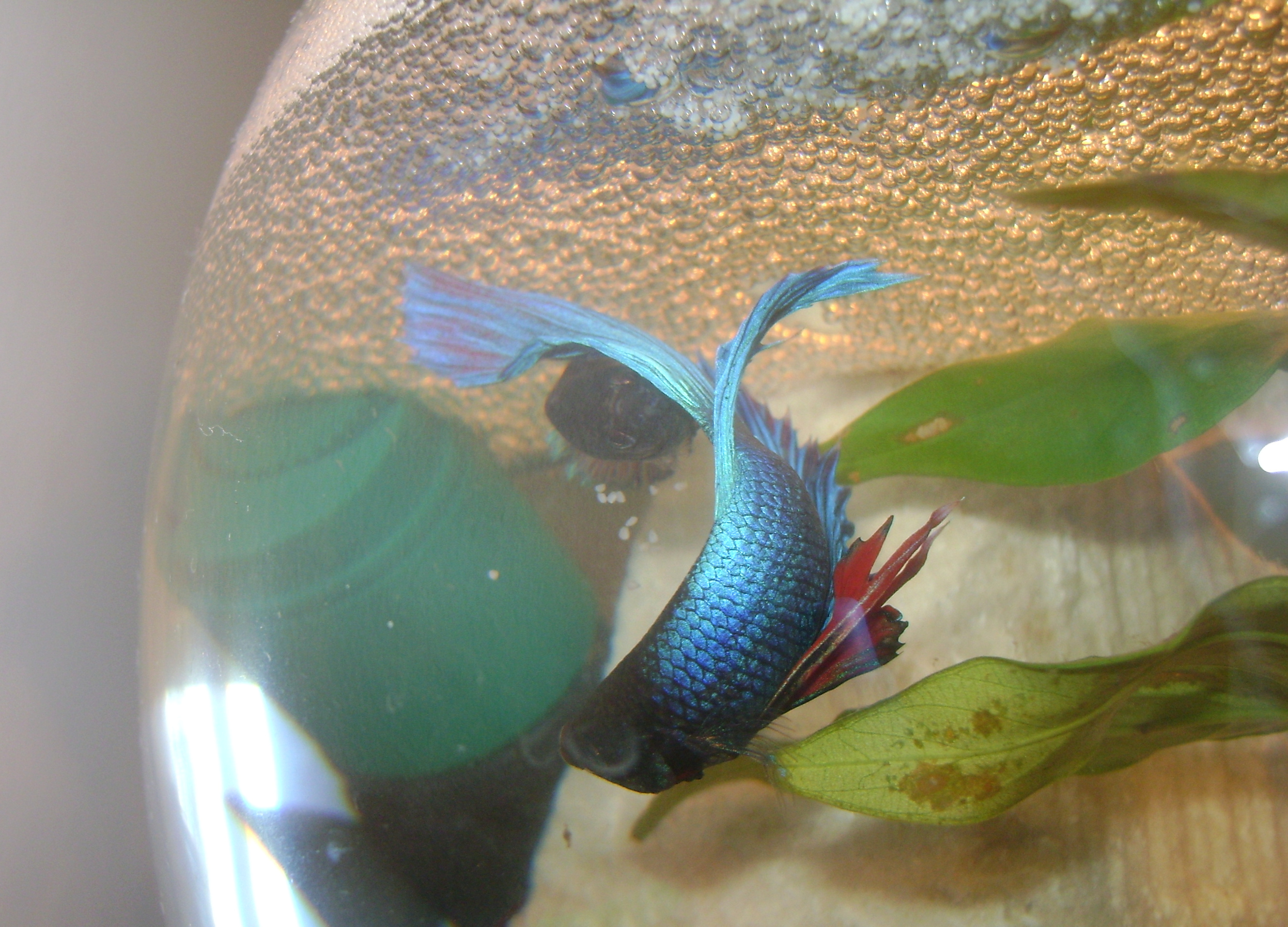
Cá xiêm đang nhặt trứng vừa ép ra.
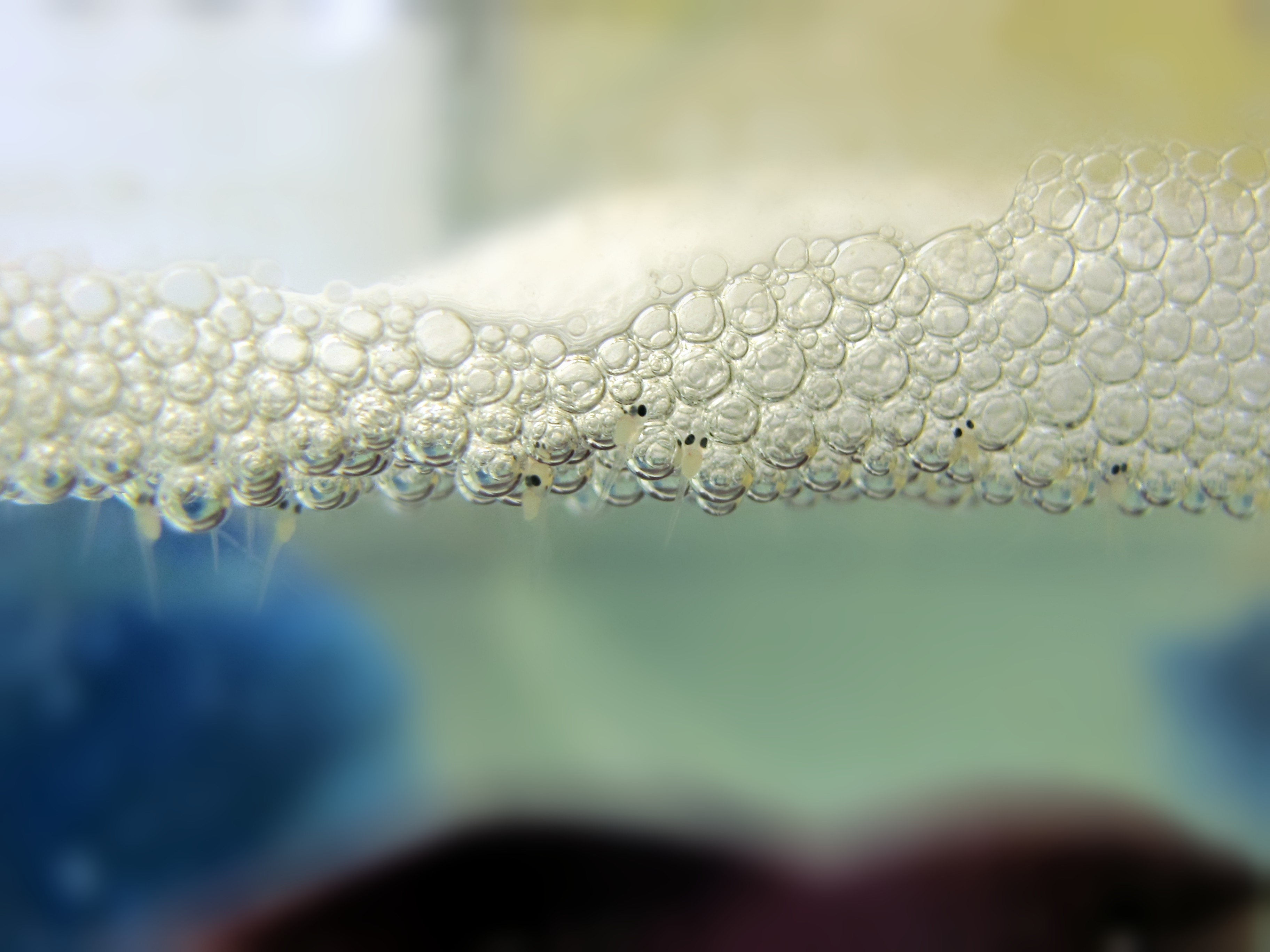
Cá xiêm con 1 ngày tuổi.

Trứng được ấp trong 30 đến 40 giờ, khoảng 3-4 ngày sau sẽ nở hết. Con đực vẫn chăm sóc đàn con sau khi nở 2 ngày cho đến khi chúng tự bơi được. Cũng như chăm sóc trứng, trong thời gian này nếu có một con cá bột (cá con mới nở) bị chìm xuống dưới đáy bể nước, cá bố sẽ dùng miệng nhặt nó lên đặt lại vào ổ bọt khí.

## Đặc điểm

### Màu sắc
Cá xiêm từng được đặt biệt danh là "trang sức của Phương Đông" (The Jewel of the Orient) do màu sắc tuyệt đẹp của chúng qua nhiều quá trình lai tạo.
Trong tự nhiên khi bị kích động cá xiêm mới nổi màu rực rỡ. Tuy nhiên quá trình lai tạo đã cho ra những giống cá xiêm luôn có màu sắc mạnh mẽ như khi bị kích động.
Hiện nay cá xiêm có màu sắc rất phong phú, chẳng hạn: đỏ, xanh lam, xanh lá, xanh ngọc, màu cam, vàng, trắng... Hầu hết chúng đều có nhiều màu sắc óng ánh và thay đổi màu theo góc nhìn hay cường độ ánh sáng. Ngoài ra người nuôi cá có thể tạo ra những màu ánh kim như đồng, vàng...
Thông thường cá đực mới được bày bán trong các cửa hàng vì màu sắc và bộ vây lộng lẫy của nó. Cá cái tuy có thể lai tạo được những cá thể màu sắc rực rỡ như cá đực nhưng bộ vây thì không thể sánh bằng con đực.

### Các giống

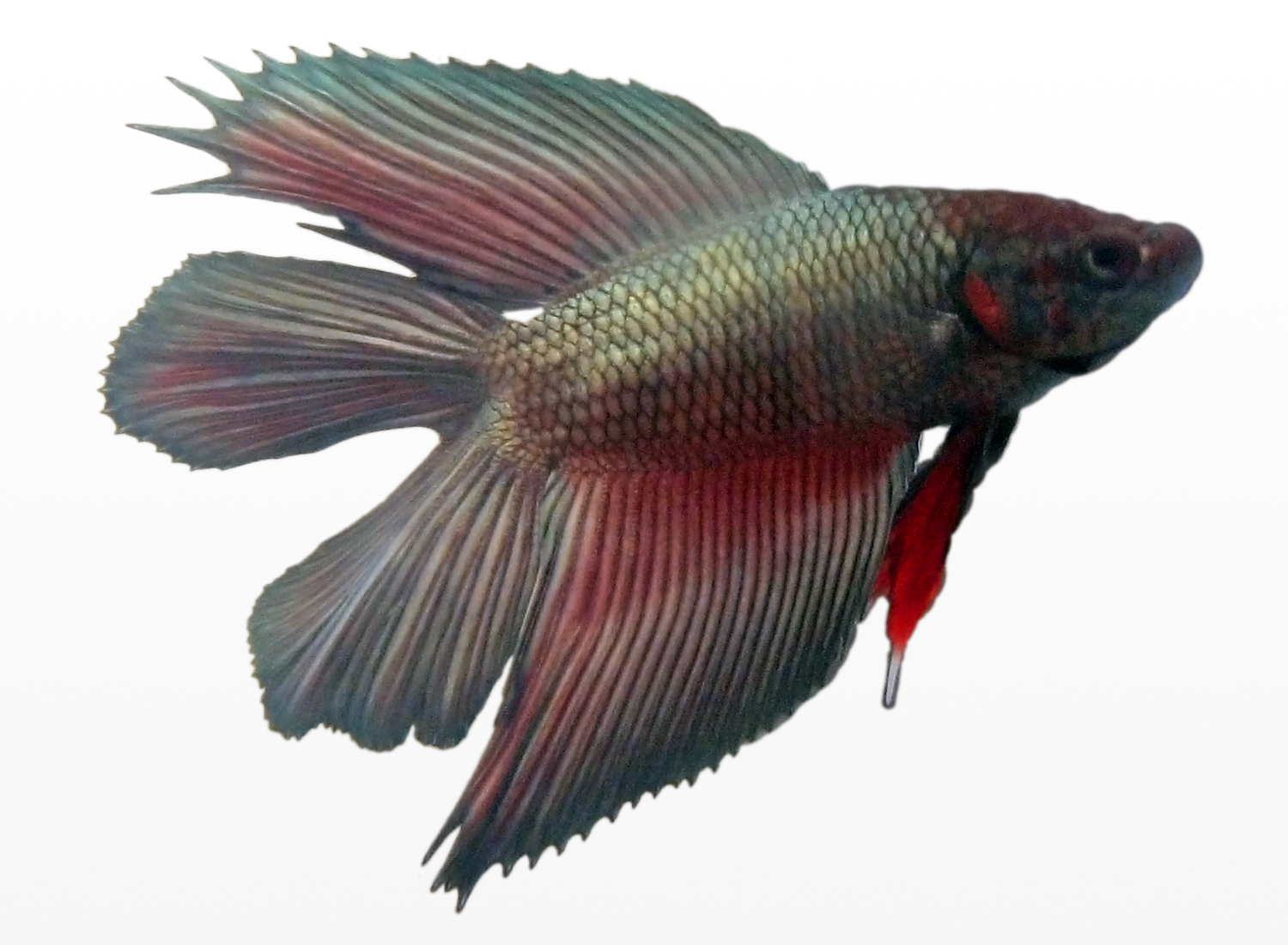
Một con cá xiêm đực màu ánh kim, 2 đuôi - Double-tail

Những người lai tạo đã tạo ra một số giống cá xiêm nổi tiếng sau (dựa vào hình dạng của vây):
- Veiltail: vây đuôi rủ xuống và không đối xứng..
- Crowntail: vây tưa.
- Combtail: vây lược.
- Half-moon: vây đuôi mở rộng đến 180 độ hoặc lớn hơn.
- Short-finned fighting style: cá xiêm chiến với bộ vây rất ngắn.
- Double-tail: có 2 đuôi (vây đuôi đực chia làm 2 phần rõ ràng) và vây lưng khá dài.
- Delta tail: vây đuôi mở rộng gần bằng Half-moon và sắc cạnh hơn.
- Fantail: đuôi quạt.

### Hành vi

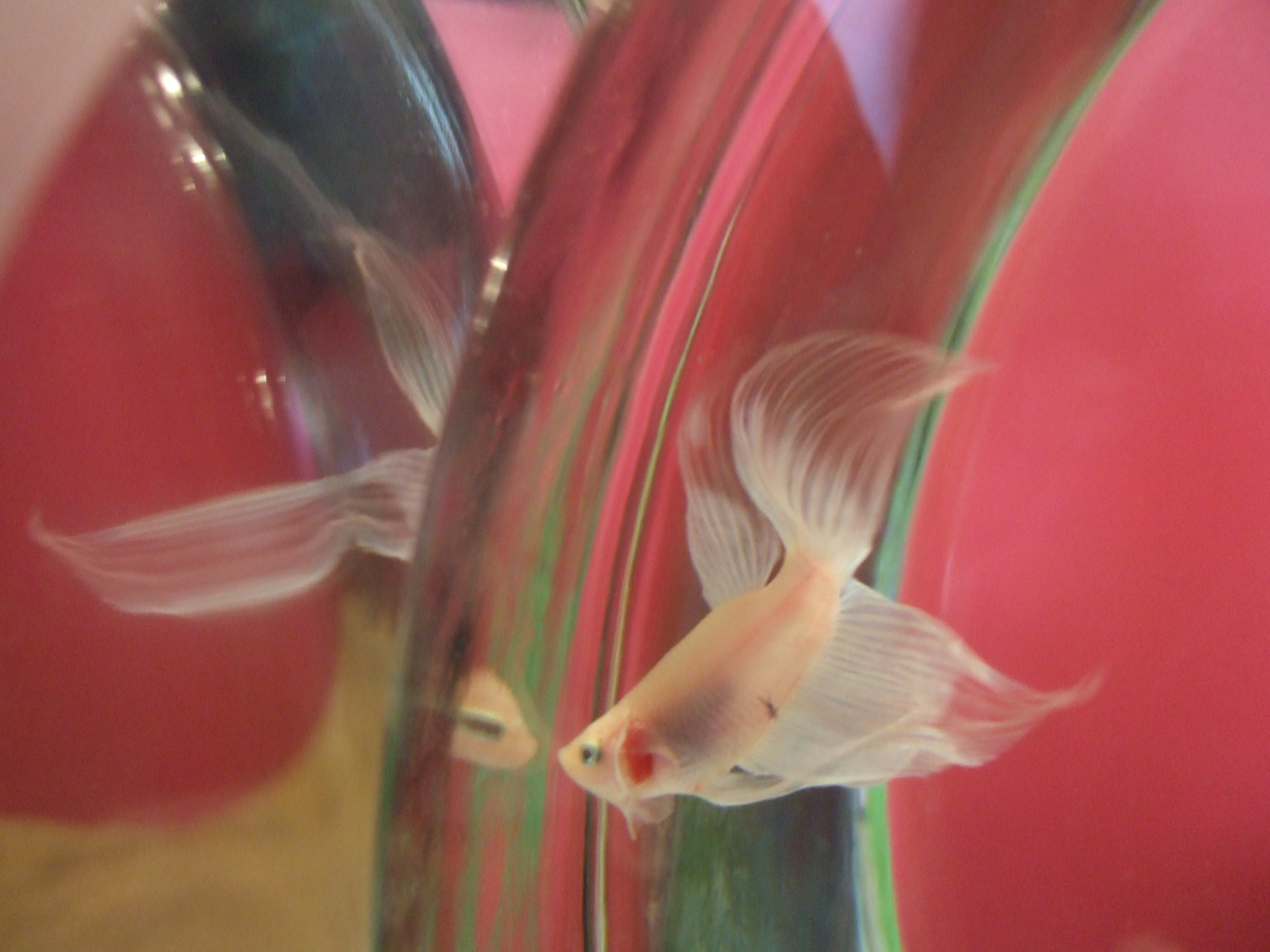
Một con cá xiêm đực đang "tấn công" hình ảnh chính nó phản chiếu trong gương.

Khi muốn tuyên chiến hay đe dọa một cá thể khác, cá xiêm thường bành 2 mang ra (có nơi gọi là xù mang) lúc đó trông nó thật uy nghi và dữ tợn. Kèm theo đó là hành vi căng vây và nghiêng người về phía đối phương, màu sắc có thể chuyển sang đen sậm ở phần đầu, bộ vây trở nên rực rỡ và lấp lánh.
Cá xiêm thường tự đặt ra cho mình một lãnh thổ riêng ví dụ như một bụi cây thủy sinh hay một hốc đá nhỏ. Đôi khi sự sở hữu lãnh thổ ở mức rất cao, nó sẵn sàng đánh trả mọi kẻ xâm phạm.
Thông thường cá xiêm đực hung hãn hơn cá cái. Cá xiêm hung hãn đến mức độ xung đột với chính hình ảnh của nó ở trong gương, vì vậy tốt nhất bạn không nên để gương trong bể nuôi cá xiêm, nó có thể bị tổn thương do "chiến đấu" với hình ảnh của mình trong gương.
Chính vì tính hung hãn mãnh liệt vốn có, cá xiêm đã trở thành một trò tiêu khiển cho con người.

### Các bệnh thông thường

#### Bệnh đốm trắng
Bệnh đốm trắng là ký sinh trùng trú ngụ ở bên dưới lớp da của cá. Chúng tạo ra các đốm trắng như hạt muối hay cát phủ đầy cơ thể cá. Cá có thể bơi giật cục và cố quẹt mình vào các vật thể trong hồ. Bệnh này có thể trở nên trầm trọng nhưng may mắn thay nó rất dễ chẩn đoán và chữa trị. Ký sinh trùng phát triển rất nhanh nên việc phát hiện bệnh và điều trị kịp thời là cực kỳ quan trọng. Cần hết sức lưu ý rằng cho dù những đốm trắng có biến mất thì không có nghĩa rằng mầm bệnh đã hoàn toàn bị tiêu diệt. Chúng vẫn tiếp tục sống và tăng trưởng trong nước ngay cả khi rời khỏi mình cá. Đấy là lý do tại sao chúng ta cần tăng nhiệt độ của nước bởi nếu để nước lạnh thì phải mất nhiều tuần để chu trình sinh trưởng của ký sinh trùng được hoàn tất! Bạn nên điều trị liên tục cho cá tối thiểu một tuần để tiêu diệt hết mầm bệnh ký sinh (nếu để nước lạnh thì cần lâu hơn). Ký sinh trên mình cá rất khó tiêu diệt, thuốc chỉ có tác dụng ở giai đoạn ấu trùng trong chu trình sinh trưởng của ký sinh trùng, ngay khi vừa trưởng thành, chúng sẽ lập tức tấn công cá.

#### Bệnh thối vây
Lây nhiễm thường xảy ra khi cá bị căng thẳng và suy giảm khả năng miễn nhiễm đối với các loại vi khuẩn có sẵn trong môi trường xung quanh. Dấu hiệu cá bắt đầu nhiễm bệnh đó là viền vây bị mất màu. Ban đầu viền vây có màu nâu hay trắng rồi sau đó nhanh chóng lan ra toàn bộ vây. Đôi khi phần vây bị nhiễm bệnh có màu hanh đỏ. Nếu bệnh lan tới các tia vây và phần thịt thì nó sẽ trở nên nghiêm trọng và cá có thể bị chết. Nói chung, bệnh này làm hỏng vây của cá. Nó thường mở đường cho cả bệnh nấm.

#### Bệnh nấm
Đây là loại bệnh phổ biến và nó làm cá chết rất nhanh vì vậy việc phát hiện và chữa trị sớm là điều rất quan trọng. Mầm bệnh nấm vốn luôn hiện diện trong hồ. Cá thường nhiễm bệnh nấm sau khi bị yếu và mất sức đề kháng vì mắc một số bệnh trước đó hay bị thương.

#### Bệnh lở miệng
Dù trông giống như bệnh nấm nhưng bệnh này thực sự gây ra bởi Columnaris, một loại vi khuẩn hình que gram âm. Vi khuẩn này thường trú ngụ ở đầu, môi, miệng và bên trong miệng của cá. Bệnh lở miệng có các biểu hiện bệnh lý như sau:
- Vùng xung quanh miệng của cá xùi lên như cục bông gòn. Bởi vậy, bệnh này thường bị nhầm với bệnh nấm thực sự. Nếu quan sát thật kỹ thì sẽ thấy bệnh nấm có những sợi tơ mọc dài như sợi tóc trong khi bệnh lở miệng trông như cục bông gòn.
- Dù thường xuyên xuất hiện ở miệng, đôi khi bệnh này còn xuất hiện dưới dạng những đốm màu nâu-vàng, trắng, trắng-xám ở trên đầu, vây, mang hay thân. Xung quanh vị trí nhiễm bệnh thường có quầng đỏ. Biểu hiện bệnh lý này ở cá thường xuất hiện dưới dạng "yên ngựa" (saddleback – tức trên lưng có một quầng trắng hình yên ngựa).
Các loài cá thuộc phân bộ Labyrinth (tức Anabantoidei gồm các họ cá rô, họ cá sặc-lia thia-tai tượng và họ cá mùi) và các chi cichlid nhỏ như Apistogrammas thường bị mắc bệnh này. Đây là dạng bệnh cơ hội, khi cá mắc một bệnh khác và suy giảm hệ miễn dịch thì bị bệnh này tấn công. Lưu ý không nên tăng nhiệt độ nước (như vẫn làm với bệnh nấm và bệnh ký sinh) vì sẽ làm vi khuẩn bùng phát mạnh hơn.

#### Bệnh nấm velvet
Oodinium là dạng ký sinh trùng hình que phát triển qua giai đoạn bào tử. Giống như bệnh đốm trắng, chúng trú ngụ bên dưới lớp da của cá. Chúng bắt đầu phát triển từ những đốm nhỏ li ti trên mình cá. Trong điều kiện thích hợp, các bào tử tạo ra một lớp "nhung" (velvet) màu vàng-nâu bao phủ bên ngoài da cá. Bệnh này rất dễ lây. Cá bị nhiễm bệnh thường bơi giật cục, cố cọ quẹt thân mình lên các vật thể trong hồ và thở gấp gáp. Cũng cần lưu ý rằng ngay cả khi cá không còn đốm nào cũng không có nghĩa là bệnh đã bị tiêu diệt hoàn toàn. Chúng vẫn có thể sống trong nước và dưới đáy hồ. Bạn nên chữa trị liên tục trong một tuần để đảm bảo mầm bệnh bị tiêu diệt hoàn toàn (nếu nước ấm, nếu nước lạnh thì phải lâu hơn). Ký sinh trùng trên mình cá rất khó diệt, chúng chỉ bị tiêu diệt khi rời mình cá và bơi trong nước. Vì vậy, việc tăng nhiệt độ là rất cần thiết. Nếu để nước lạnh thì chu trình sinh trưởng của chúng sẽ diễn ra trong nhiều tuần!

#### Bệnh sình bụng
Nếu nói một cách chính xác thì sình bụng là một triệu chứng chứ không phải là một bệnh. Cá bị sình bụng có phần bụng căng phồng. Có nhiều nguyên nhân gây ra tình trạng này. Đôi khi, bệnh này không lây nhiễm nhưng cá bị bệnh nên được cách ly và điều trị thích hợp.
Bụng cá căng đầy nước và không có khả năng đào thải. Bụng căng làm vẩy cá rộp lên trông giống như "quả thông".

#### Bệnh sưng mắt
Sưng mắt vốn không phải là một bệnh mà là một triệu chứng gây ra bởi rất nhiều nguyên nhân khác nhau như nhiễm khuẩn (và có thể nhiễm thêm cả nấm), môi trường (chẳng hạn như nước dơ) hay vết thương sưng tấy ở mắt vì bị cá khác cắn. Cá có thể bị sưng tấy một mắt hay cả hai. Con ngươi lòi hẳn ra khỏi hốc mắt và đôi khi bị mờ đục.

#### Bướu (lump)
Bướu là một triệu chứng rất lạ và khó chẩn đoán nên nó là bệnh rất khó chữa trị! Đôi khi, cho dù đã trị đúng bệnh nhưng cá vẫn chết. Dù sao đi nữa thì bạn vẫn nên cố gắng chẩn đoán và chữa trị được chừng nào hay chừng đó.

#### Bệnh đốm đỏ
Bệnh gây ra bởi vi khuẩn Aeromonas salmonicida với triệu chứng bao gồm các vết thương hở miệng hay mụn nhọt trên mặt da. Khó lây nhiễm, chỉ lây khi tiếp xúc trực tiếp với phần da nhiễm bệnh. Cá nên được cách ly và chữa trị bằng kháng sinh.
Vi khuẩn nhiễm vào máu và lan truyền khắp cơ thể, đặc biệt là các nội tạng quan trọng. Bệnh này lan truyền trong máu rất nhanh chóng và làm các mạch máu nhỏ bị vỡ và vi khuẩn lan ra các tế bào xung quanh. Nếu gặp điều kiện thích hợp, bệnh sẽ trở nên rất trầm trọng.

#### Bệnh nhiễm khuẩn (bacteria)
Có vô số các loại vi khuẩn gây bệnh cho cá. Vi khuẩn luôn hiện diện trong nước. Cá bị vi khuẩn tấn công và nhiễm bệnh khi nó yếu đi vì căng thẳng hay vì những nguyên nhân khác (chẳng hạn như nước dơ, bị cá khác bắt nạt, nhiệt độ và môi trường không thích hợp hay thậm chí bị thương). Bệnh nhiễm khuẩn thường gây ra một số triệu chứng điển hình như sau: bơi lờ đờ, bỏ ăn, đôi khi trên thân và vây có xuất hiện những vệt đỏ hay thậm chí lở loét…

#### Bệnh ký sinh (parasite)
Một số loại ký sinh tác động bên ngoài và một số tác động bên trong cơ thể cá. Có rất nhiều loại thuốc chữa bệnh khác nhau nên chúng ta cần phải nghiên cứu và xác định đúng bệnh trước khi tiến hành chữa trị.
Cá có biểu hiện lờ đờ, chán ăn, thở gấp và gầy ốm vì sụt cân có thể mắc bệnh nội ký sinh. Hãy kiểm tra xem chúng có bị bướu hay không. Bệnh đốm trắng là một trong những bệnh ký sinh phổ biến, cá mắc bệnh này có nhiều đốm trắng phủ khắp toàn thân. Bệnh phổ biến tiếp theo có lẽ là bệnh nấm velvet, cá mắc bệnh này có rất nhiều đốm mịn li ti màu vàng nhạt nổi khắp thân.

## Cá xiêm tại Việt Nam
Theo Hội chim cá cảnh TP. Hồ Chí Minh thì hàng năm doanh thu cá xiêm xuất khẩu không dưới 200.000 USD (số liệu năm 2007) Và hiện nay loại cá xiêm Xiêm lai Việt đang có giá trị nhất trên thị trường cá xiêm thế giới .Loại cá này đang được xem là "độc quyền" của vùng Đông Nam Á, nhất là Thái Lan và Việt Nam.
Ở miền Bắc, cá xiêm được nuôi rất nhiều tại Nghi Tàm, quận Tây Hồ, Hà Nội.

## Hình ảnh

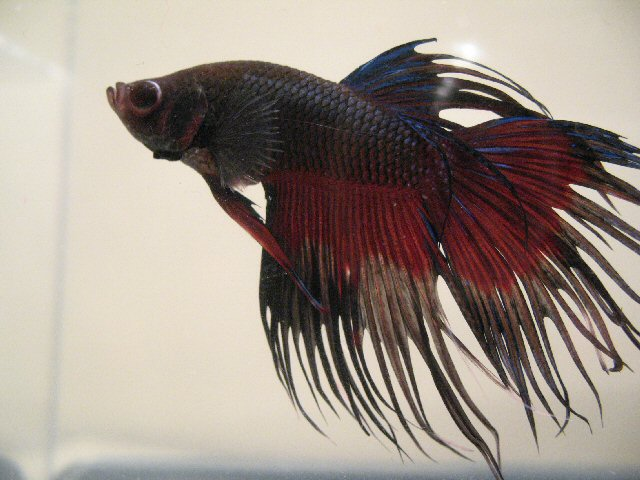
Giống Vây tưa (Crowntail).
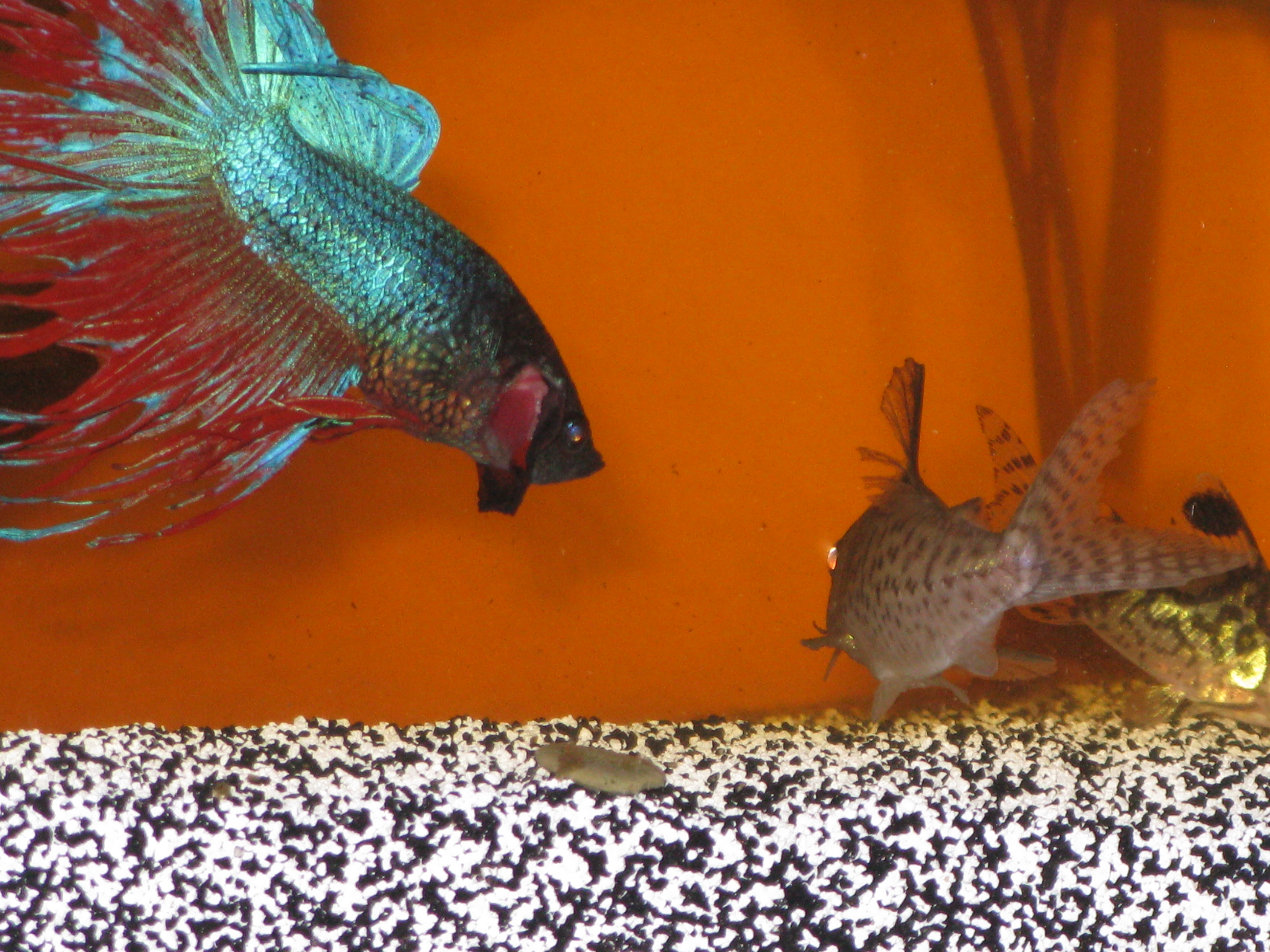
Cá xiêm đực đang khiêu chiến.
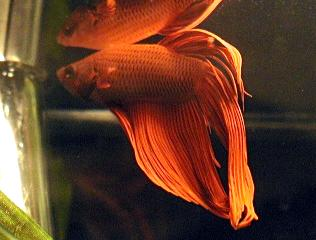
Cá xiêm màu cam.
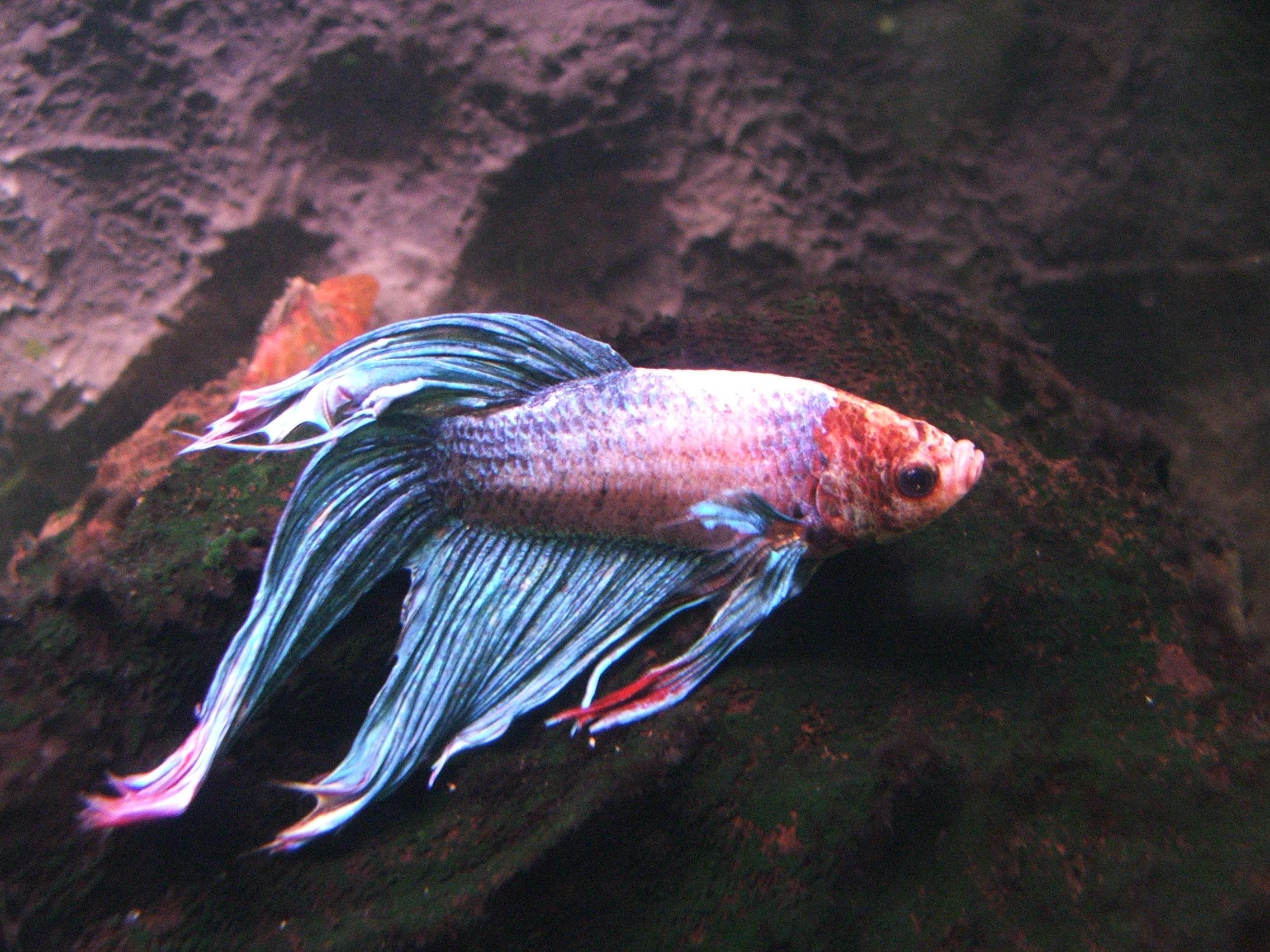
Một con cá xiêm đực màu hồng.
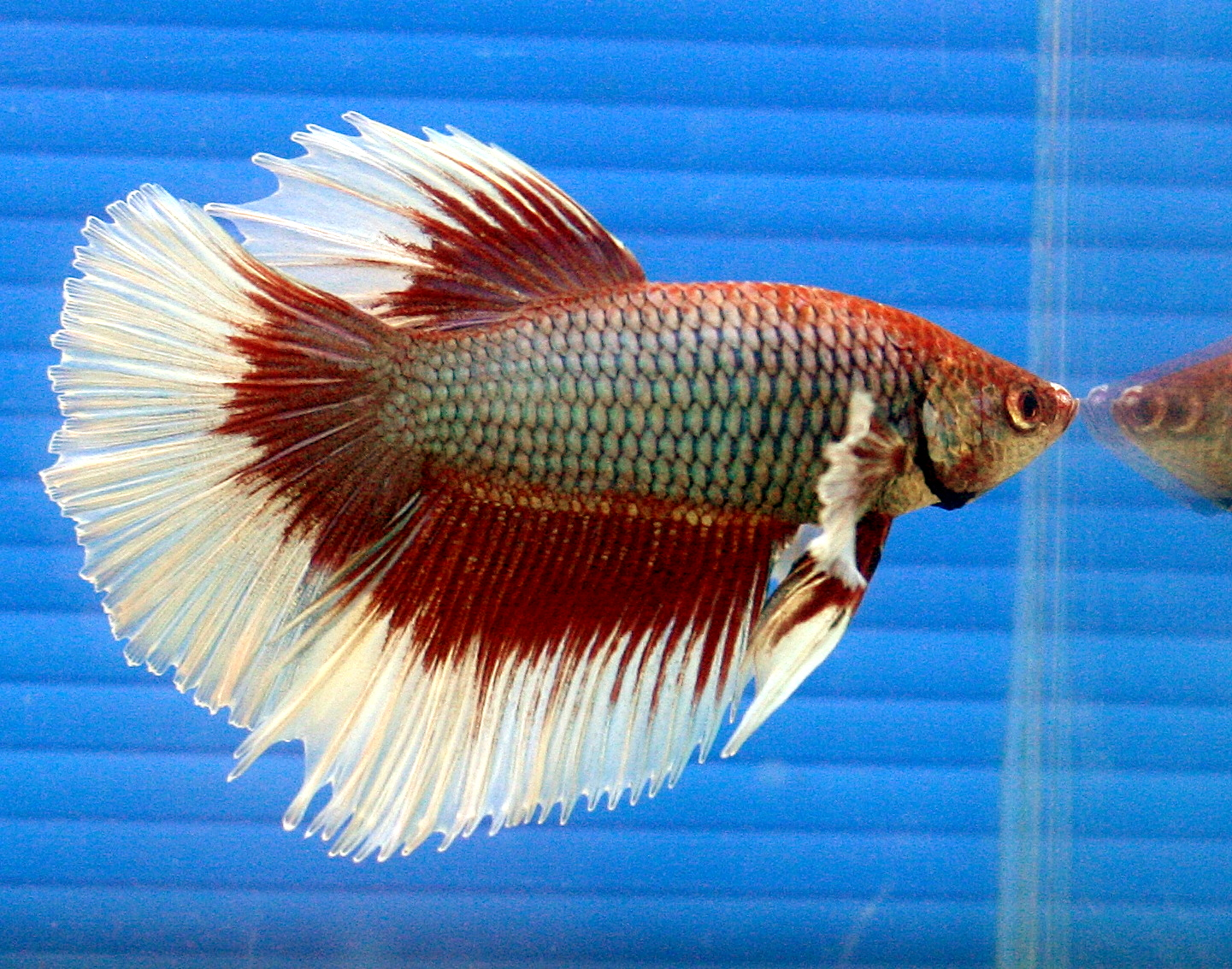
Giống Half moon.
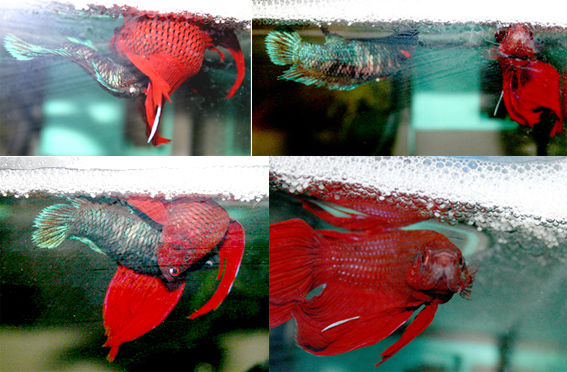
Cá đực màu đỏ đang giao phối với con cái.